# 四国フェリー
四国フェリー株式会社（しこくフェリー）は、日本の海運会社。瀬戸内海でフェリーおよび高速船による航路を運航している。
グループ会社に小豆島フェリー（しょうどしまフェリー）がある。ここでは同社についても述べる。

## 沿革
- 1956年（昭和31年）2月16日：四国自動車航送株式会社として設立。5月、高松 - 宇野間の貨物定期航路開始[2]。
- 1958年（昭和33年）：高松 - 土庄航路開設。
- 1964年（昭和39年）
  - 3月23日：小豆島急行フェリー株式会社を設立。高松 - 土庄 - 宇野航路開設。
  - 社名を、四国自動車航送株式会社から四国フェリー株式会社に変更。岡山 - 土庄航路開設。
- 1966年（昭和41年）12月：高松 - 宇野航路での旅客扱いを開始[2]。
- 1968年（昭和43年）11月：小豆島急行フェリー、姫路 - 福田航路開設。
- 1970年（昭和45年）10月：高松 - 神戸航路開設。
- 1971年（昭和46年）7月4日：姫路 - 福田航路に就航していた姫路丸が砂利取船と衝突。乗客12人負傷[3]。
- 1975年（昭和50年）
  - 3月：高松 - 土庄航路に高速船就航。
  - 4月：小豆島急行フェリー、下津井 - 本島 - 丸亀航路を船舶とも関西汽船から買収[4]。
- 1976年（昭和51年）
  - 6月：小豆島急行フェリーから関西急行フェリー株式会社に商号変更。
  - 9月1日 : 関西急行フェリー、土庄 - 宇野航路を小豆島フェリー（初代・現小豆島豊島フェリー）に譲渡[5]。
- 1999年（平成11年）： 関西急行フェリー、下津井 - 本島 - 丸亀航路から撤退。航路は本島汽船が継承[6]。
- 2001年（平成13年）8月：四国フェリー、子会社の小豆島高速を合併[7]。関西急行フェリーは小豆島急行フェリー株式会社（2代）に商号を戻す。
- 2004年（平成16年）3月：高松 - 宇野航路が津国汽船（本四フェリー）との共同運航となる。
- 2008年（平成20年）
  - 9月1日：燃料の高騰により、高松 - 宇野航路50往復を平日44往復・休日40往復に、姫路 - 福田航路8往復を7往復に、高松 - 土庄航路（高速船）17往復（夜間便1往復含む）を9往復（夜間便1往復含む）にそれぞれ減便。
  - 12月16日：高松 - 土庄航路に小型高速船「ひかり」が就航。これにより15便+1便（夜間便）の運航となる[8]。
- 2009年（平成21年）
  - 4月1日：高松 - 宇野航路を平日44往復から40往復に減便。これにより「第八十玉高丸」が引退[9]したほか、5年間共同運航していた津国汽船（本四フェリー）が宇高航路から撤退。
  - 12月20日：高松 - 宇野航路を22往復に減便。同じ航路を運航する宇高国道フェリーとの運航時刻の調整を開始。これに伴い発行回数券（往復乗船券）の両社における相互共利用を可能とした。
- 2010年（平成22年）
  - 2月12日：高松 - 宇野航路を同年3月26日で廃止する旨の事業廃止届を、宇高国道フェリーとともに、国土交通省四国運輸局に申請する[10]
  - 3月11日：高松 - 宇野航路の事業廃止届を取り下げる旨を、同運輸局に申し出る。これにより同航路は、現行の2社体制で当面存続することとなった[11]。
  - 7月19日 - 10月31日：瀬戸内国際芸術祭に合わせ、小豆島 - 直島の臨時航路を運航（マリン観光汽船）。
- 2012年（平成24年）10月1日：宇高航路の運賃を値上げ。
- 2013年（平成25年）
  - 3月20日 - 11月4日：瀬戸内国際芸術祭に合わせ、小豆島 - 直島、犬島の臨時航路を運航（マリン観光汽船）。
  - 4月1日：宇高航路の運航を子会社の四国急行フェリーに移管[12]。
- 2014年（平成26年）
  - 6月1日 : 小豆島豊島フェリー（当時、小豆島フェリー）をグループ傘下とする[13]。
  - 6月19日 : 高松 - 宇野航路を同年7月16日より早朝・深夜便を廃止して22往復から14往復に減便する運輸計画変更届を国土交通省四国運輸局に申請[14]。
  - 7月16日：高松 - 宇野航路の運航時間を7 - 20時までとする減便を実施し、50年間続いた24時間運航を取りやめ[15]。
  - 10月1日：小豆島急行フェリー（2代）から小豆島フェリー株式会社、マリン観光汽船から株式会社小豆島急行フェリー（3代）、小豆島フェリーから小豆島豊島フェリー株式会社にそれぞれ社名変更する[16]。
- 2015年（平成27年）3月1日：高松 - 宇野航路を1日14往復を10往復に減便し、3隻運航から2隻運航へ減船する[17]。
- 2017年（平成29年）4月1日：高松 - 宇野航路を1日5往復に減便し、配船も2隻から1隻に削減。同時に高松港のターミナルをサンポート高松に移転[18][19]。
- 2019年（令和元年）12月16日：高松 - 宇野航路（宇高航路）の運航を休止[20][21]。
- 2022年（令和4年）12月16日：第二しょうどしま丸の代替船として四国ドックへ1360総トン型フェリー１隻を発注。2024年10月就航。四国ドックへの発注は第七十五玉高丸以来となる[22][23]。
- 2024年（令和6年）6月4日：2008年から高速船で夜間便を運行していたが、コロナ禍の影響により2020年から運休中のまま、船員の確保が難しいため廃止となった[24]。

## 航路
- 高松・小豆島航路
  - 運航区間：高松港（香川県高松市） - 土庄港（香川県土庄町）
  - 運航便数：フェリー15往復（6 - 20時台)、（危険物搭載車輛航送指定便1往復含む）、高速船15往復。
  - 所要時間：フェリーは約60分、高速船は約35分。
  - 距離：22km
  - 就航船舶：フェリー - しょうどしま丸・第三しょうどしま丸・第一しょうどしま丸、高速船 - スーパーマリン・オリーブマリン

小豆島フェリーが運航。国道436号の海上区間を成す。
運賃の支払いにIruCa（ICカード）が使用できる。

- 姫路・小豆島航路
  - 運航区間：姫路港・飾磨埠頭（兵庫県姫路市） - 福田港（香川県小豆島町）
  - 運航便数：フェリー7往復（7 - 19時台）、多客期は増便あり
  - 所要時間：約100分
  - 距離：41km
  - 就航船舶：第三おりいぶ丸・第五おりいぶ丸

小豆島フェリーが運航。国道436号の海上区間を成す。
運賃の支払いにクレジットカードが使えるのは当航路のみ[25]である。

- 岡山・小豆島航路
  - 運航区間：新岡山港（岡山県岡山市中区） - 土庄港（香川県土庄町）
  - 運航便数：フェリー12往復（6 - 19時台）
  - 所要時間：約70分。
  - 距離：23.5km
  - 就航船舶：フェリー - 第二しょうどしま丸

四国フェリーおよび国際両備フェリーによる共同運航（同社はおりんぴあ どりーむ・おりんぴあ どりーむせとを使用）[26]。
2018年10月1日から運賃の支払いにICOCA電子マネー（交通系ICカード全国相互利用サービス（PiTaPaを除く）の電子マネー機能）・楽天Edy・nanaco・WAON・iD・QUICPay・クレジットカード・デビットカードが使用できる[27]。

### 臨時航路
- 小豆島・直島航路
  - 運航区間：土庄港（香川県土庄町） - 宮浦港（香川県直島町）
  - 運航便数：高速艇3往復（2010年）、2往復（2013年、2016年）
  - 所要時間：45分
  - 距離：22km
  - 就航船舶：高速船 - オリーブマリン（2010年、2013年）、マーレてしま（2016年、2019年、2022年）

子会社の小豆島急行フェリーが運航。2010年7月19日から10月31日まで運航。また、2013年3月20日 - 4月21日、7月20日 - 9月1日、10月5日 - 11月4日、2016年3月20日 - 4月17日、7月18日 - 9月4日、10月8日 - 11月6日に運航。

- 小豆島・犬島航路
  - 運航区間：土庄港（香川県土庄町） - 犬島港（岡山県岡山市東区）
  - 運航便数：高速艇3往復
  - 所要時間：25分
  - 距離：15km
  - 就航船舶：高速船 - オリーブマリン（2010年、2013年）、マーレてしま（2016年、2019年、2022年）

子会社の小豆島急行フェリーが運航。2013年3月20日 - 4月21日、7月20日 - 9月1日、10月5日 - 11月4日、2016年3月20日 - 4月17日、7月18日 - 9月4日、10月8日 - 11月6日に運航。

### 休止・廃止された主な航路
- ニュージャンボフェリー（高松 - 神戸航路）
  - 運航区間：高松東港（香川県高松市） - 神戸港・東神戸フェリーセンター（兵庫県神戸市）
  - 就航期間：1970年10月5日 - 1998年9月30日[28]
  - 運航本数：5往復（新規就航時点）
  - 就航船舶：四国フェリー - 神戸丸、日本海運 - 神高丸

四国フェリーおよび日本海運による共同運航[28]。日本海運による運航便は「ニュージャンボ神高フェリー」と呼ばれたほか、運航開始から数年間は親会社の日本通運が運航していた。
航路は並航していたジャンボフェリーと同一であるほか、運賃も同額であったが、回数券などの共用はなされていなかった。また、ジャンボフェリーを運航していた関西汽船および加藤汽船との協定により、就航から1986年12月26日[29]までは旅客のみの扱いができず、徒歩客の乗船はできなかった。なお、徒歩客の扱いを開始した後も、歩行者専用の連絡通路ではなく、車両甲板から乗下船していた。一方、車両については高松東港での乗用車の積み下ろしは船尾に備え付けられていたランプウェイを使用していた[30]。
旅客施設は、東神戸フェリーセンターについては各社とも同じ施設を利用、高松東港については当社のみ別の場所に自社施設を設けていた（共同運航相手の日本海運は、関西汽船・加藤汽船が管理していたターミナルビルの一部を間借りしていた）。
明石海峡大橋開通の影響により廃止された[28]。

- 高松・宇野航路（宇高航路）

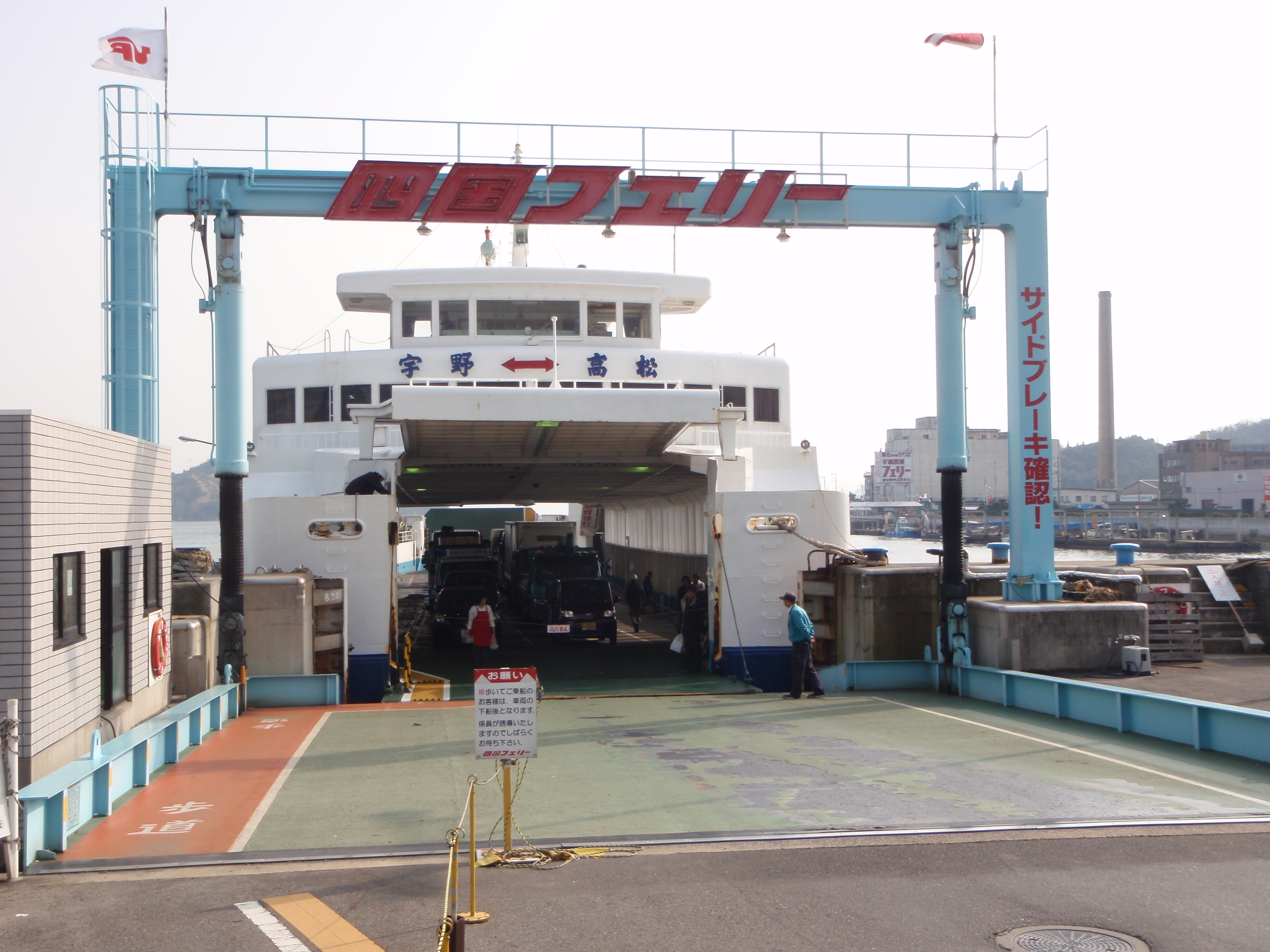
宇野港の乗り場。奥に宇高国道フェリーの乗り場が見える。

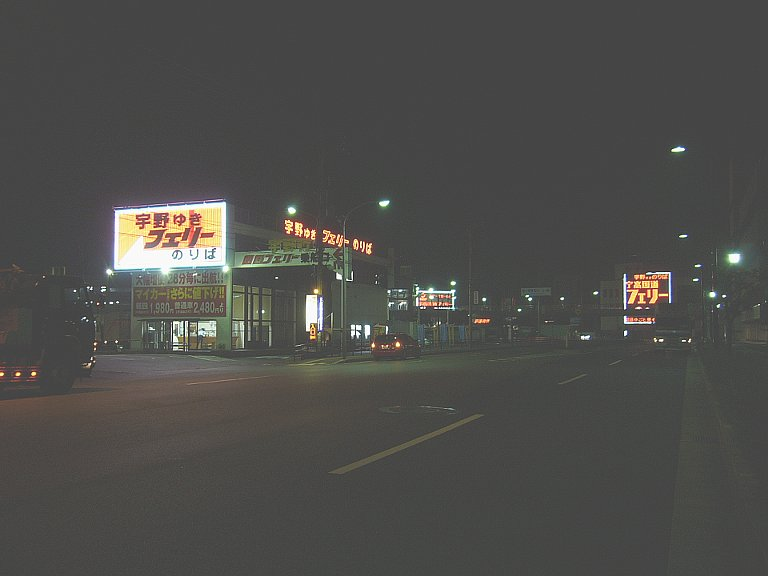
高松港の乗り場（宇高国道フェリー休止前）。奥に宇高国道フェリーの乗り場が見える。

  - 運航区間：高松港（香川県高松市） - 宇野港（岡山県玉野市）
  - 運航便数：フェリー5往復（6 - 20時台）
  - 所要時間：約65分
  - 距離：21km
  - 就航船舶：第一しょうどしま丸

かつては深夜帯を含めた終日にわたり運航していた同社の中心航路。国道30号の海上区間を成す。2013年から休止となる2019年まで、四国急行フェリーにより運航。
長らく、並行航路を結ぶ宇高国道フェリーとは競合関係にあり、高松港ではネオンサインを競っていた[31]が、2009年12月の減便以降は運航時刻を調整するなどの協調もおこなった。しかし、国道フェリーは2012年10月17日限りで運航を休止し、10月18日以降は当航路が宇野と高松を結ぶ唯一の定期航路となっている。2004年3月からは同じ航路を運航する津国汽船（本四フェリー）との共同運航を行っていたが、同社は2009年4月1日で同航路から撤退した。
2013年4月1日より、四国フェリー本体から子会社の四国急行フェリーに移管された。これは本州四国連絡高速道路の通行料金引き下げおよび宇高航路の存続に関し、宇野高松間地域交通連絡協議会にも状況を説明しやすくなること、収支の明確化や一層の経費削減策を講じるためである[12]。上記の通り、2014年7月15日をもって早朝・深夜便を廃止し、終夜運航ではなくなった。
JR瀬戸大橋線が強風などで運休となった場合は本航路で振替輸送が行われていた[32]。2014年7月16日以降は『マリンライナー』の運行時間帯よりもフェリーの就航時間が短くなり、時間帯によっては振替が不可能となった。2017年4月1日からは1日10往復から5往復に大幅減便となり、高松港の発着場はサンポート高松に変更した。
しかし、収益の改善に至らず、航路の維持は困難だとして、2019年（令和元年）11月11日、同年12月16日より航路を休止する旨を国土交通省四国運輸局に届け出た[20][21]、船舶の修繕費を補助してきた岡山県・香川県・玉野市・高松市の各自治体は追加支援はしないと決定[33]、同12月15日の運航をもって休止となった[34]。なお、四国運輸局は休止に先立ち、直島経由（四国汽船利用）や小豆島経由（小豆島豊島フェリー・小豆島フェリー利用）などの代替ルート案を発表している[35]。
四国フェリーの船上から撮影した宇高航路全域のGoogle ストリートビューが2015年1月22日から公開されている[36]。

- 下津井・本島・丸亀航路
  - 運航区間：下津井港（岡山県倉敷市） - 本島・泊港（香川県丸亀市） - 丸亀港（香川県丸亀市）
  - 就航期間：1975年4月 - 1999年
  - 運航便数：フェリー9往復[37]
  - 所要時間：65分
  - 距離：19km
  - 就航船舶：まるがめ、しもつい

関西急行フェリーによる運航。
第二次世界大戦後、長く関西汽船が運航していた航路で、瀬戸大橋観光航路として一時期は高速船も運航された[38]。2022年現在は児島観光港 - 本島を六口丸海運の旅客船[39]、本島 - 丸亀を本島汽船のフェリー・旅客船が運航している[40]。

## 船舶

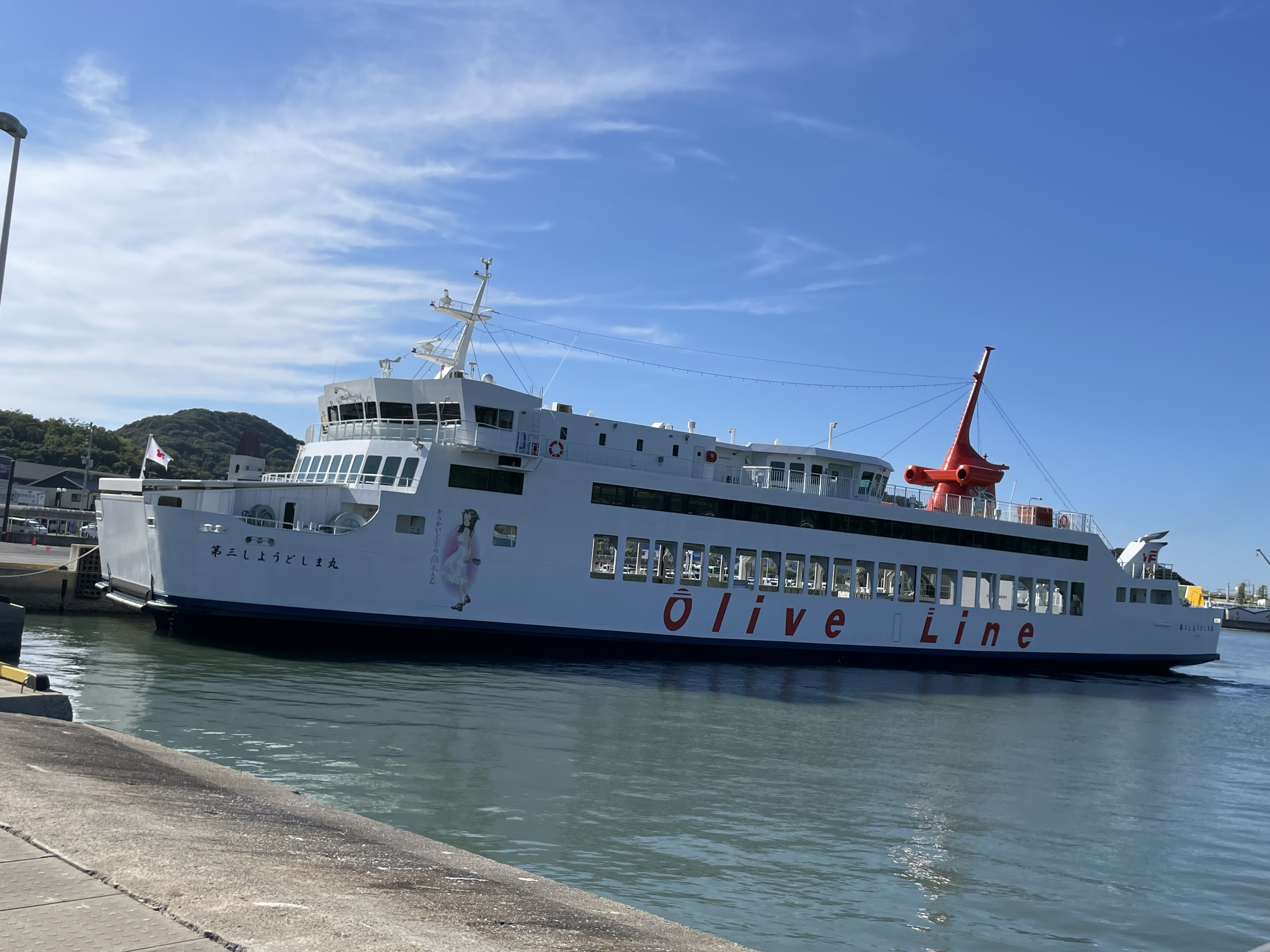
第三しょうどしま丸 - 土庄港（2024年）

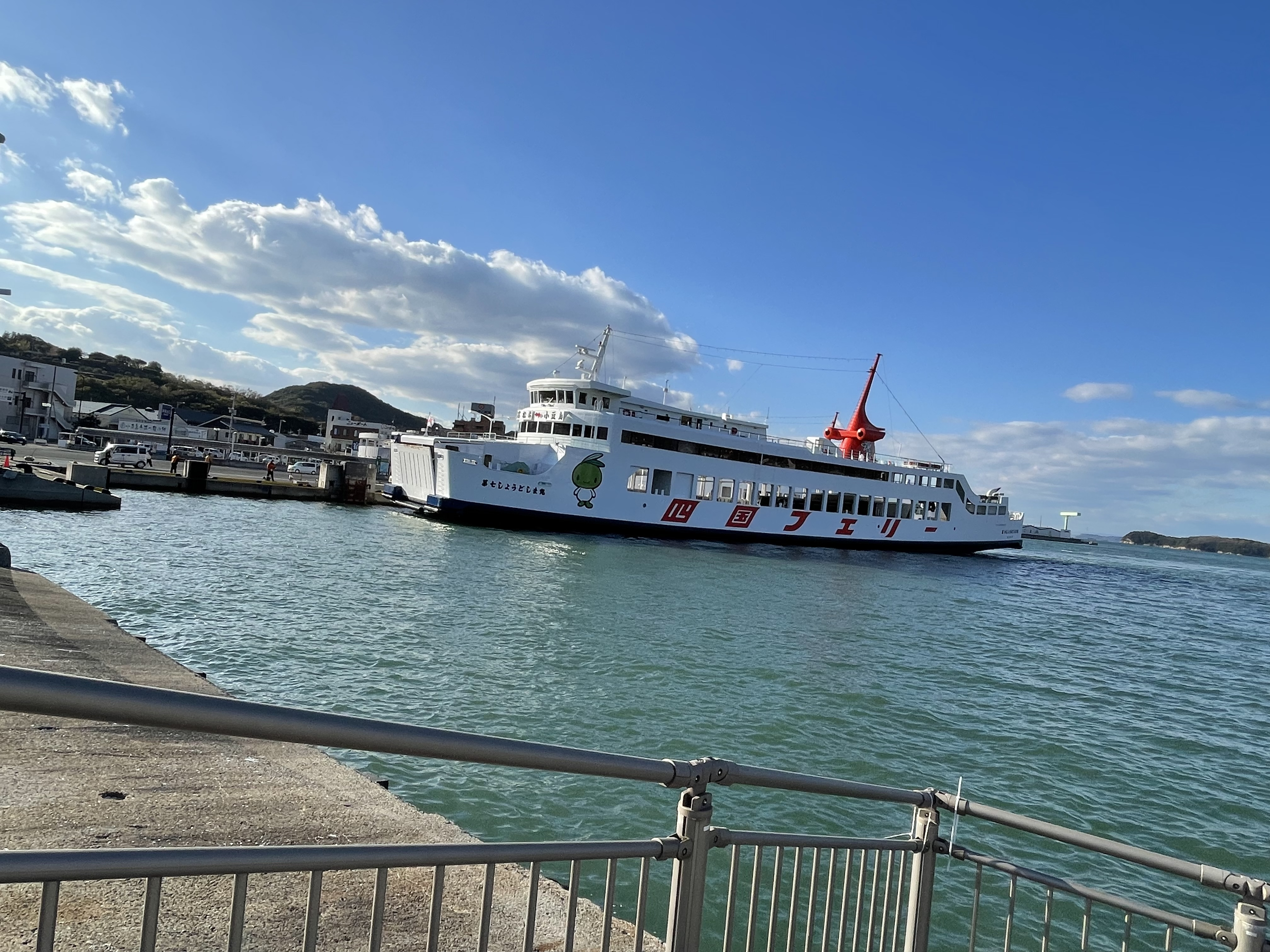
第七しょうどしま丸 - 土庄港（2023年）

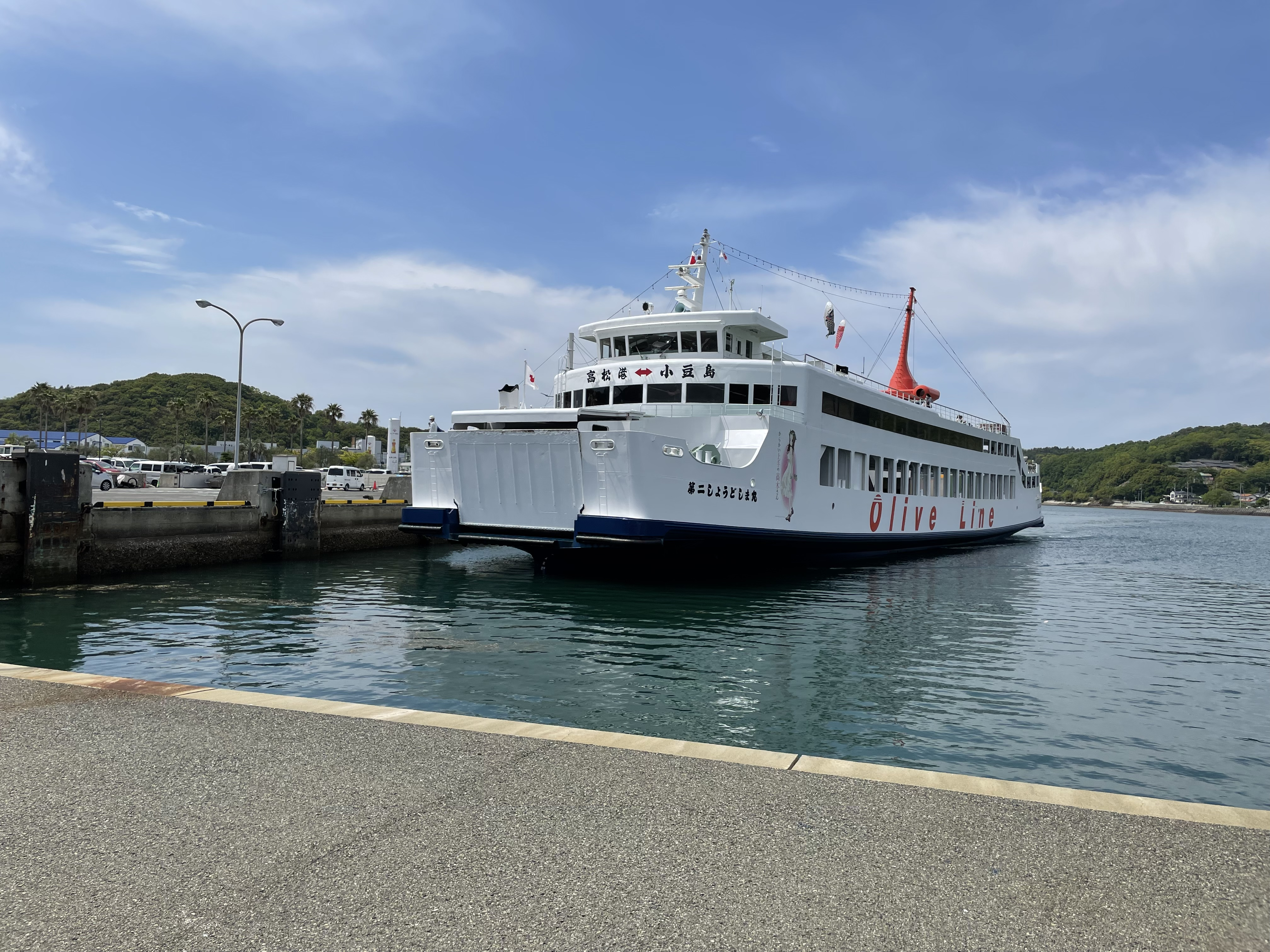
第二しょうどしま丸 - 土庄港（2023年）

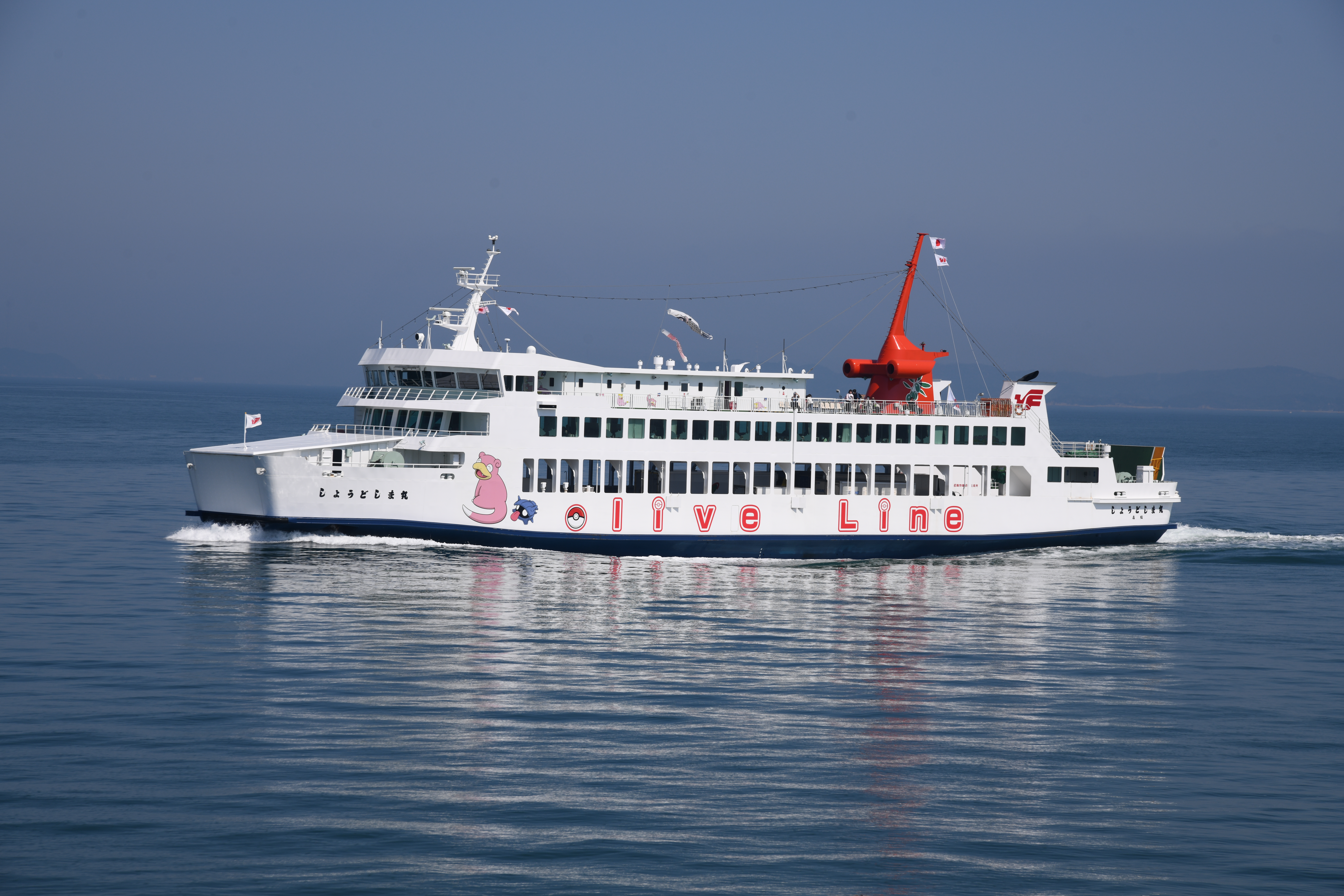
しょうどしま丸（5代）− 高松沖（2022年）

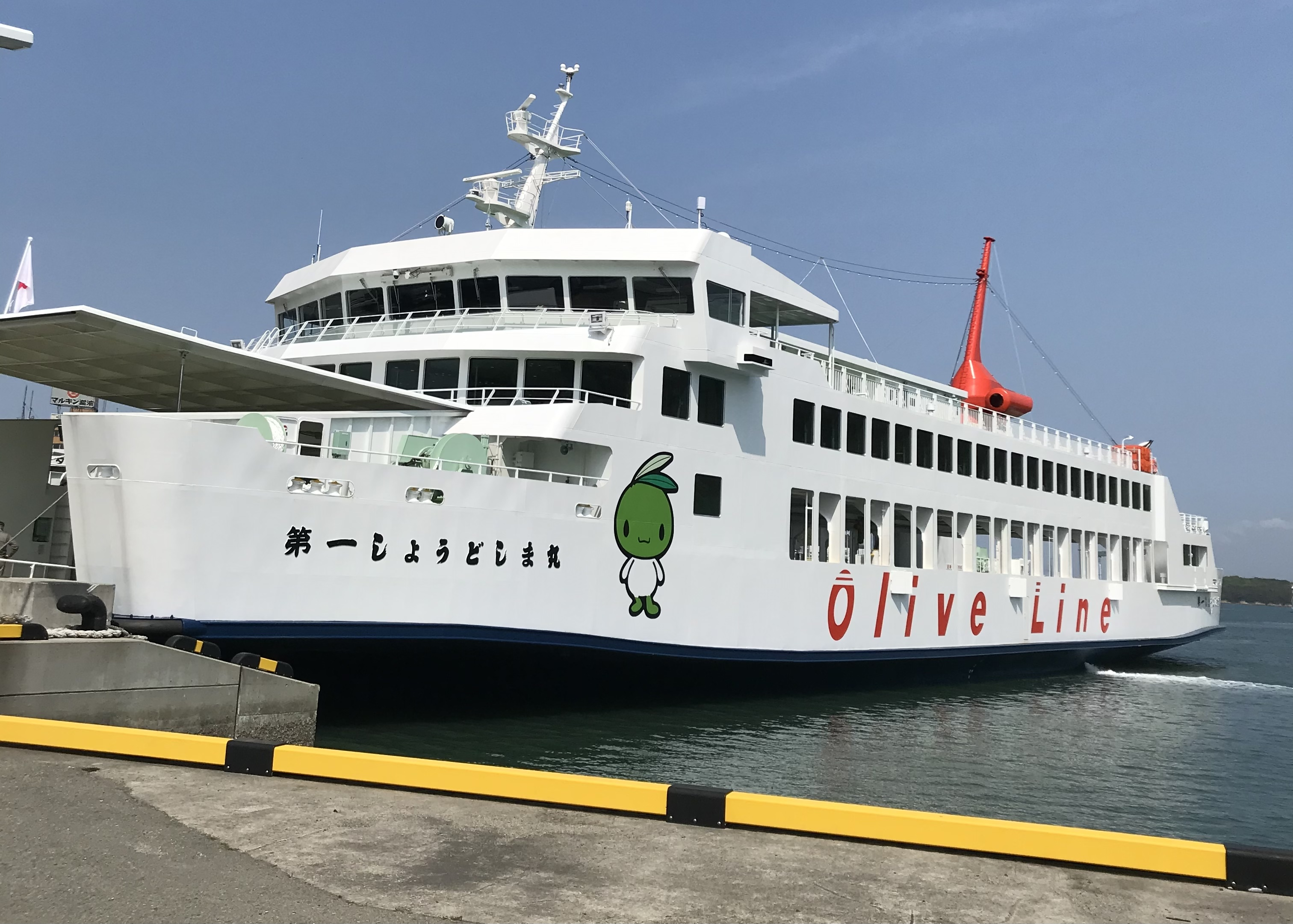
第一しょうどしま丸（4代）− 土庄港（2021年）

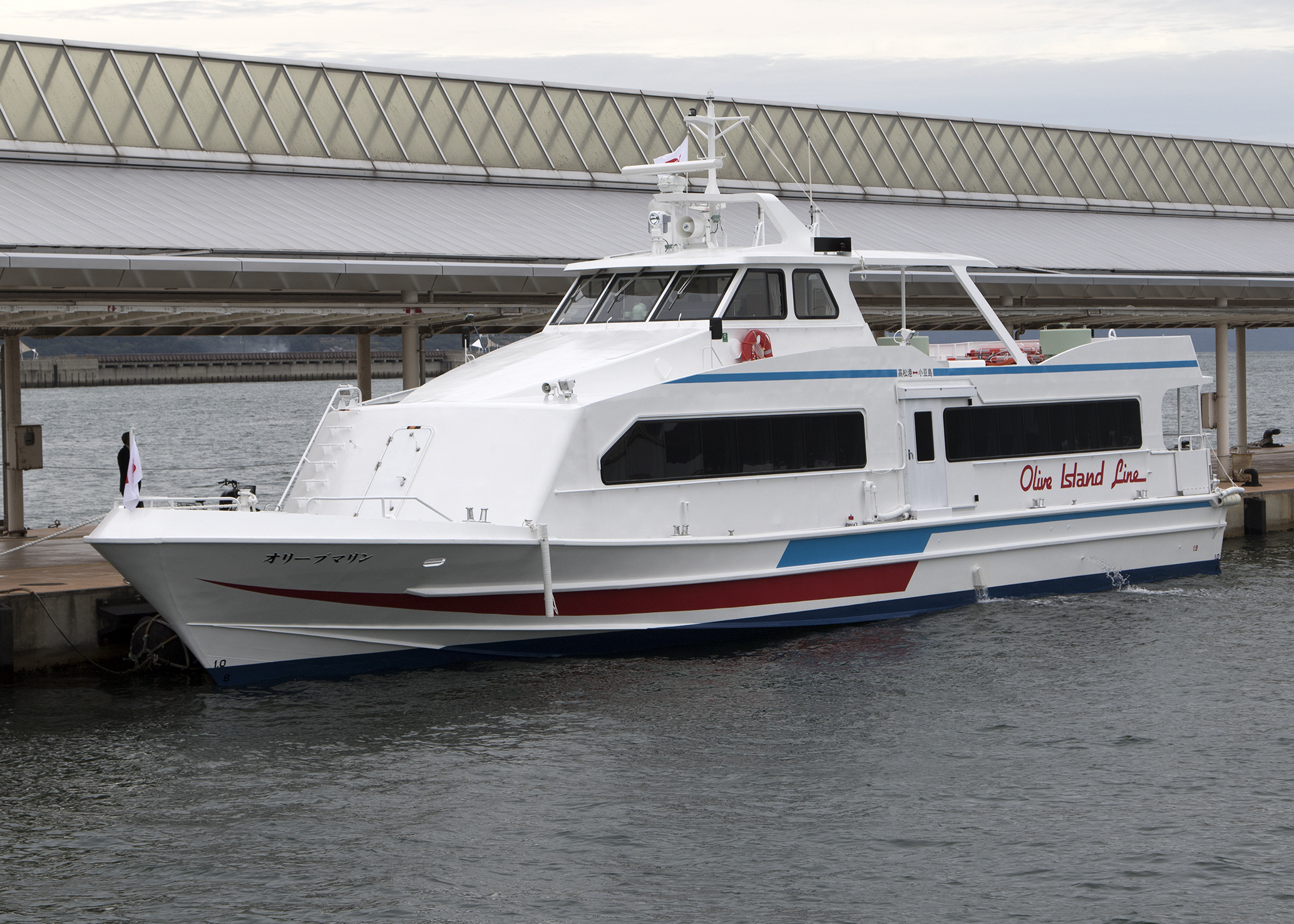
オリーブマリン - 高松港（2015年）

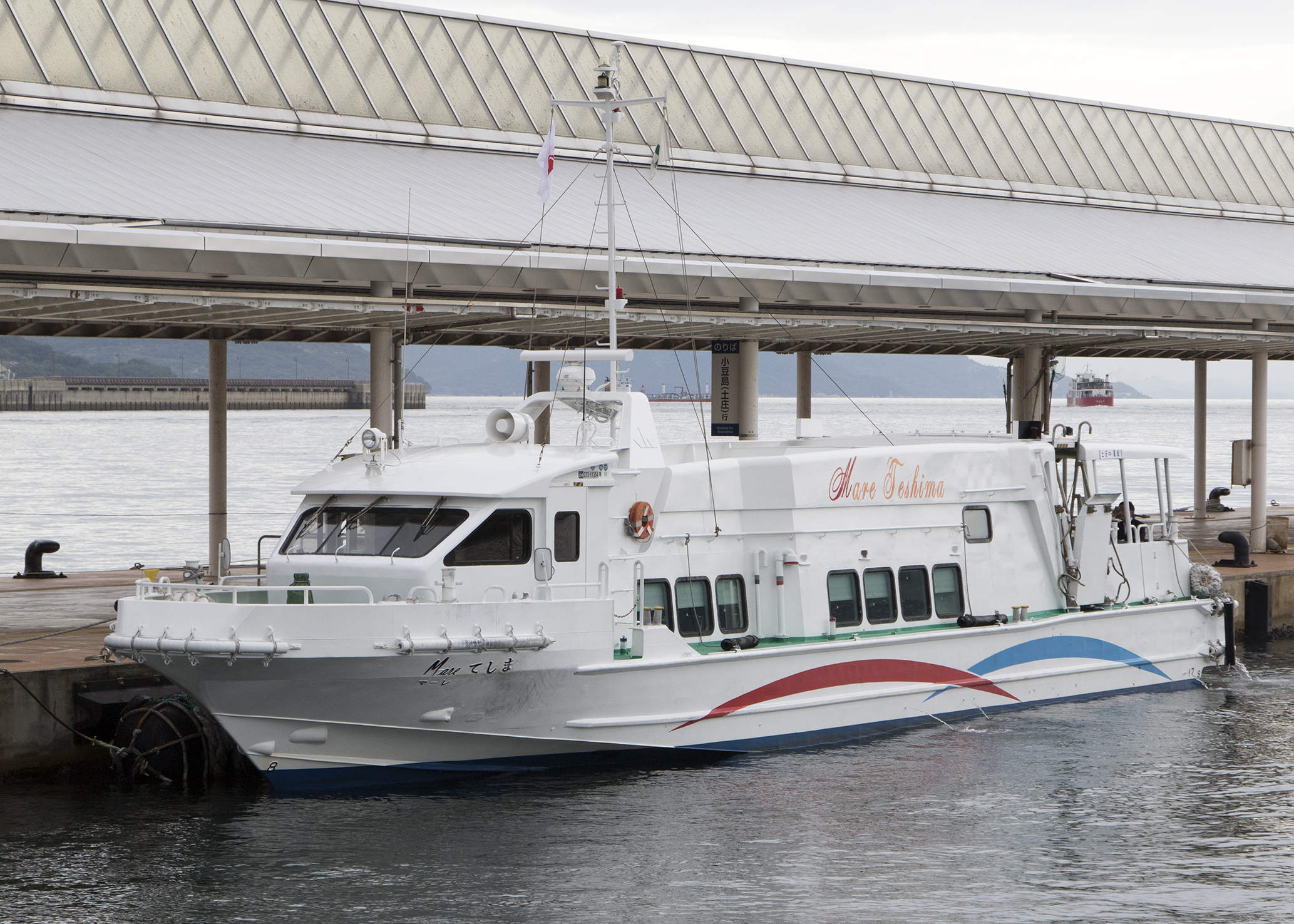
マーレてしま - 高松港（2016年）

四国フェリーの船舶は全て舳先のマストに常時社旗を掲げている。また、フェリーの後部マストにジェットエンジンに似た赤いダミーファンネルが設置されているのも大きな特徴である。

### 就航中の船舶
- 第二しょうどしま丸・第七しょうどしま丸 - フェリー
○第二しょうどしま丸 2003年3月27日竣工、同日就航、986総トン、旅客定員430名。
からかい上手の高木さんの登場人物がラッピングされている。
車椅子用の昇降装置が設置されていたがエレベーターの設置により撤去された。バリアフリートイレを完備。
第三しょうどしま丸就航のため「新岡山⇔土庄」航路へ。
○第七しょうどしま丸 2001年10月1日竣工、同月8日就航、993総トン、旅客定員490名。
第一しょうどしま丸就航のため「新岡山⇔土庄」航路で運航されていたが、第三しょうどしま丸就航後は、高松土庄航路、姫路福田航路の予備船。(新岡山航路転用時に、「OLIVE LINE」は「四国フェリー」へ塗り替えられた。)
（以下、共通の諸元）全長68.26m、幅14.3m、深さ3.69m、主機：ニイガタ 6M30BFT×2 2646kW、航海速力13.5ノット、最高速力15.6ノット。
車両積載数:：トラック（8t換算）20台。讃岐造船鉄工所建造。
バリアフリー対応として二隻ともエレベーターを完備
- しょうどしま丸(5代目)・第一しょうどしま丸(4代目) - フェリー
○しょうどしま丸　2017年2月25日竣工、3月10日就航、1257総トン、361.6重量トン、旅客定員490名[41][42]。
全長71.9m、幅14.4m、深さ4.5m、主機：ニイガタ 6M31BFT×2 2646kW、航海速力13.5ノット、最高速力16.17ノット[42]
車両積載数：乗用車56台。藤原造船所建造[42]。
高松⇔小豆島（土庄）航路に就航。バリアフリー対応としてトイレ、エレベーターを完備のほか、女性専用席を設置。第一しょうどしま丸の検査ドック期間等は、本船が「危険物搭載車輌航走指定便」を担当する。
土庄港始発便担当船
ポケモンのヤドンがラッピングされている。
○第一しょうどしま丸　2020年3月10日竣工５月就航 1293総トン、全長71.9m、幅14.4m、深さ4.5m、主機：ニイガタ 6M31BFT×2 2646kW、航海速力13.5ノット、最高速力16.17ノット[42]旅客定員490名。
車両積載数：乗用車56台。藤原造船所建造。「高松⇔土庄」航路における「危険物搭載車輛航送指定便」の担当船。バリアフリー対応としてトイレ、エレベーターを完備のほか、女性専用席を設置。
高松港始発便担当船
- 第三しょうどしま丸 - フェリー
2024年10月8日竣工、同月11日就航、1351総トン、全長72m、幅15m、深さ4m、航海速力13.5ノット、旅客定員490名。
車両積載数:60台。四国ドック建造。バリアフリー対応としてトイレ、エレベーターを完備のほか、女性専用席を設置。
からかい上手の高木さんの登場人物がラッピングされている。
新たに展望室が設けられた。
現在四国フェリーが運航しているフェリーの中で一番大きい。

- 第三おりいぶ丸（2代目）[43] - フェリー
2012年3月8日進水、同4月17日竣工、同4月29日就航。1275総トン、全長71.9m、幅14.4m、深さ4.5m、主機：ニイガタ 6M31BFT×2 2646kW、航海速力14.5ノット、最高速力16.4ノット。
旅客定員490名、車両積載数：乗用車56台。藤原造船所建造[44]。
姫路⇔小豆島（福田）航路に就航。船内にエレベーター・バリアフリー設備のほか、女性専用席、キッズルーム（ドライバールームを兼ねる）も設置。オリーブをイメージしたグリーンの席を採用[45][46]。
ポケモンのヤドンがラッピングされている。

- 第五おりいぶ丸 - フェリー
2014年3月4日進水、同年4月26日就航。1326総トン。
旅客定員490名、車両積載数：乗用車56台。藤原造船所建造
姫路⇔小豆島（福田）航路に就航。船内にエレベーター・バリアフリー設備のほか、女性専用席、キッズルーム（ドライバールームを兼ねる）も設置。海をイメージしたブルーの席を採用

- スーパーマリン（4代目） - 高速船
2017年9月26日竣工、同10月2日就航。64総トン、全長27.05m、幅5.20m、深さ2.16m、航海速力25ノット、最高速力29ノット
旅客定員125名。ツネイシクラフト＆ファシリティーズ建造[47]。
高松⇔小豆島（土庄）航路に就航。※詳細は、スーパーマリンを参照。

- オリーブマリン（3代目） - 高速船
2020年9月23日竣工、同9月28日就航。64総トン、全長27.05m、幅5.20m、深さ2.15m、航海速力25ノット、最高速力29ノット。
ツネイシクラフト&ファシリティーズ建造。
高松⇔小豆島（土庄）航路に就航。
4代目スーパーマリンの同型船である。

- マーレてしま - 旅客船
総トン数19t、航海速力20ノット、旅客定員75名、車載不可能、2002年常石林業建設建造。
ブルーバード として四国汽船で活躍していた船を改造の上、2013年4月1日に小豆島フェリー（現在の小豆島豊島フェリー）の宇野 - 豊島（家浦） - 豊島（唐櫃） - 小豆島（土庄）航路に就航。2016年、小豆島急行フェリーに移籍。以降は小豆島（土庄）⇔ 直島・犬島臨時航路(瀬戸内国際芸術祭の期間限定)や高松-土庄航路のスーパーマリン・オリーブマリンの代船もしている。

### かつて就航していた主な船舶

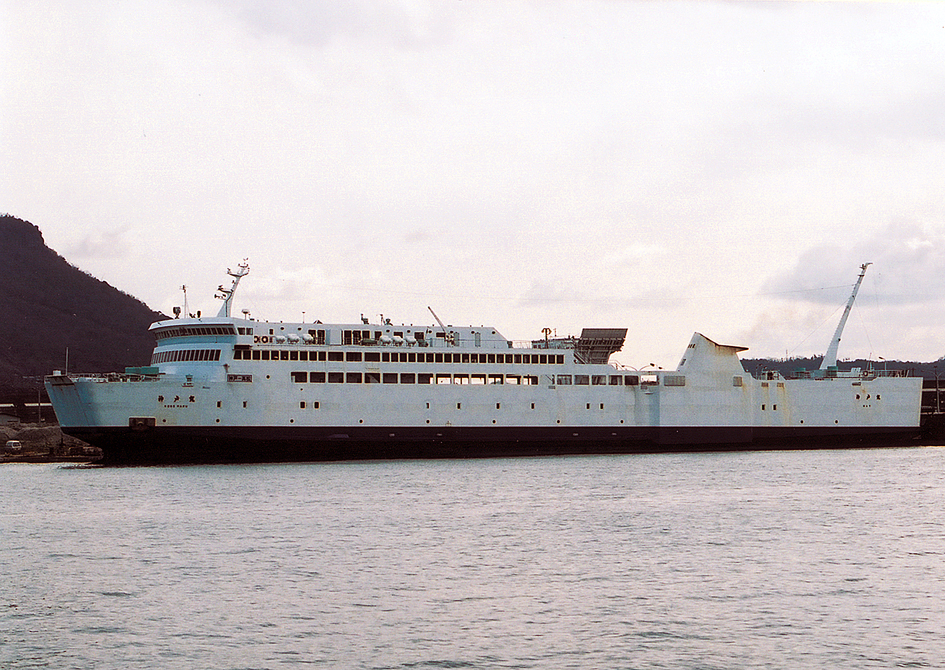
加藤汽船「神戸丸」（元 四国フェリー 神戸丸（3代目））（高松東港、2001年）

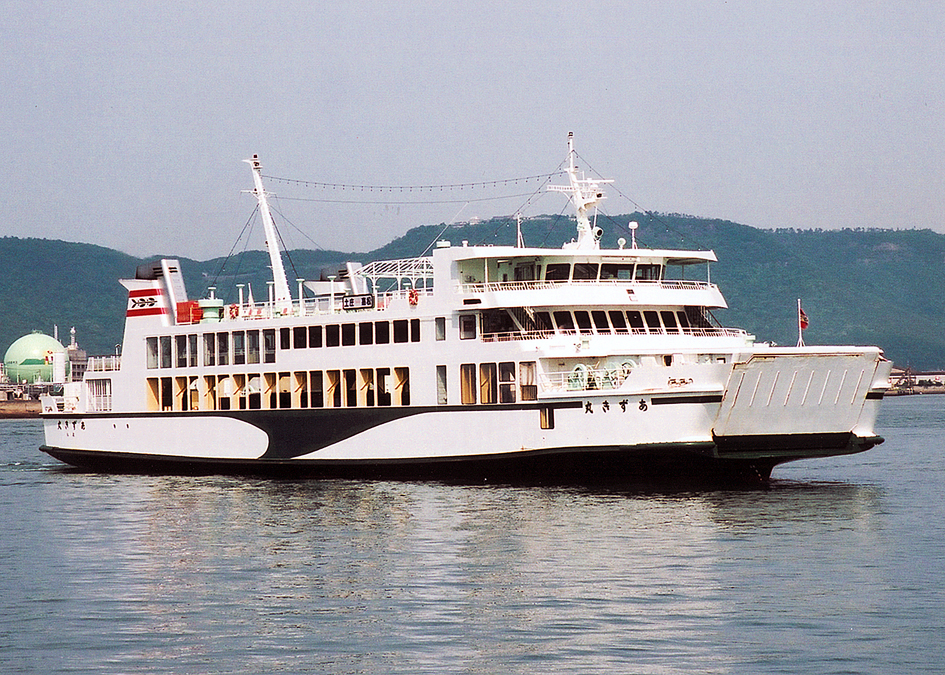
あずき丸 - 高松港（1999年、関西急行フェリー時代の塗装）

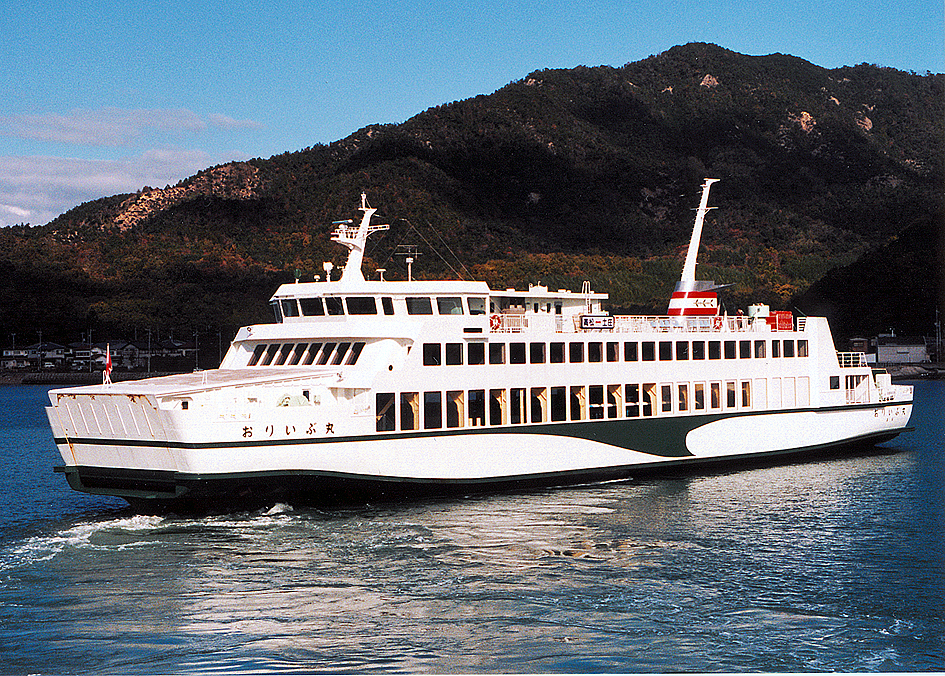
おりいぶ丸 - 土庄港（1999年、関西急行フェリー時代の塗装）

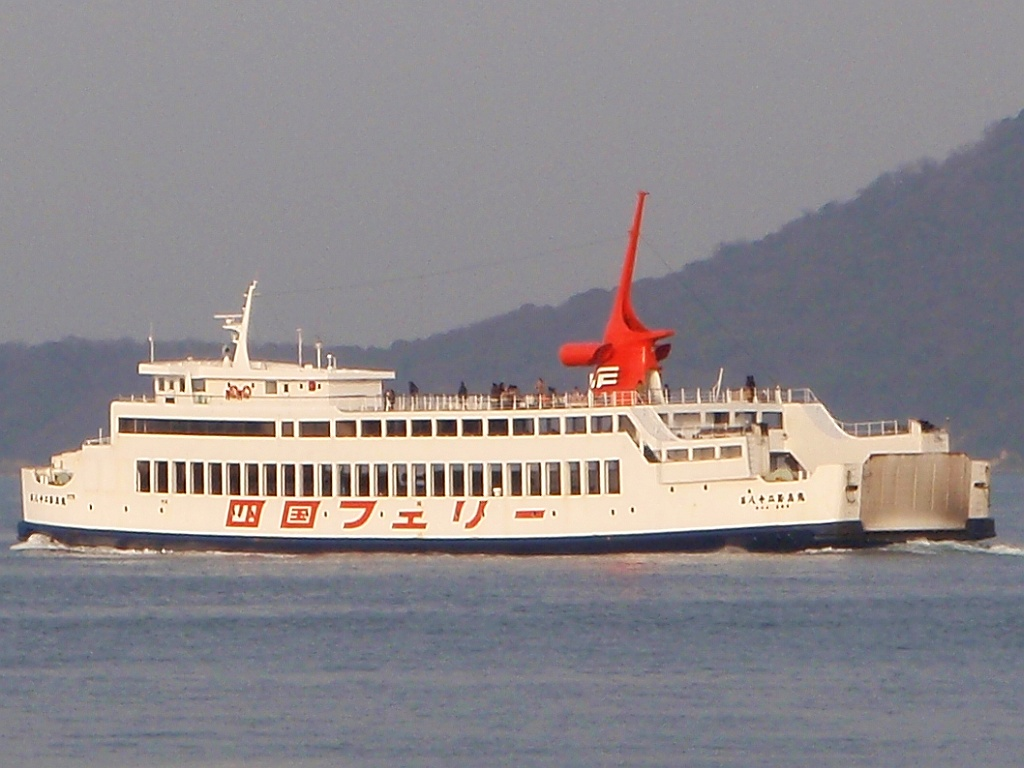
第八十二玉高丸 - 高松港

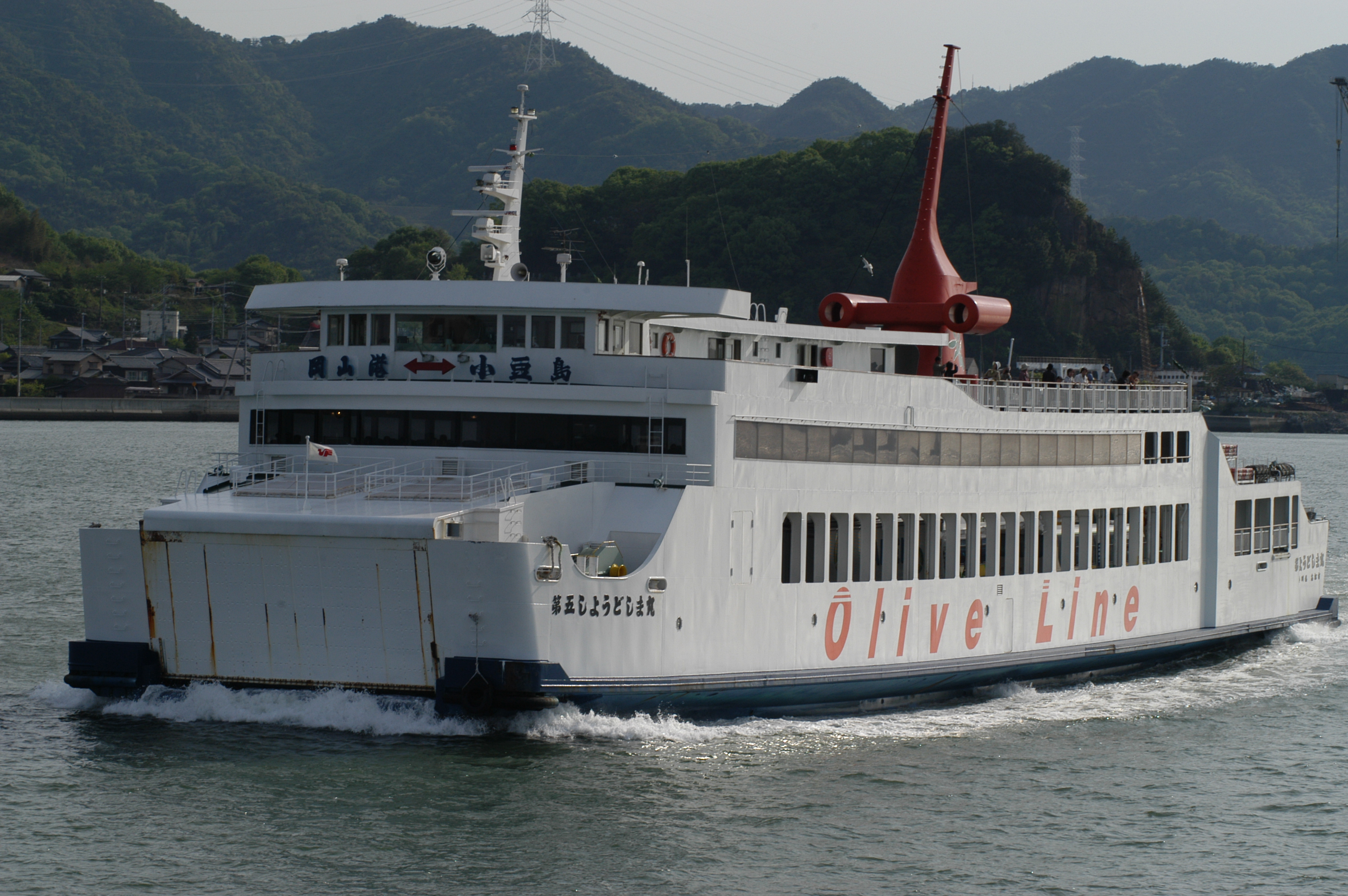
第五しょうどしま丸（初代）- 岡山沖

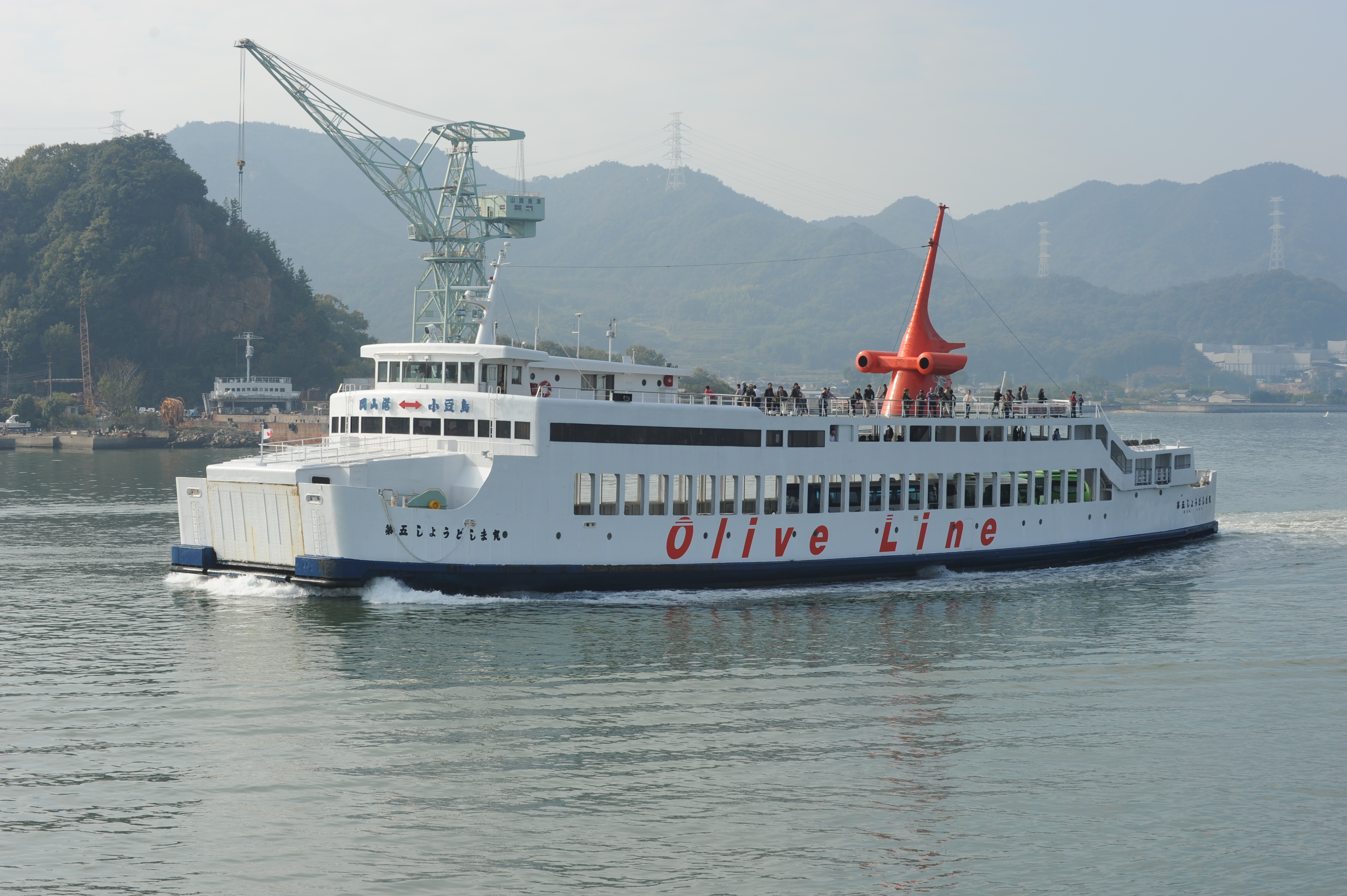
第五しょうどしま丸（2代）- 岡山沖

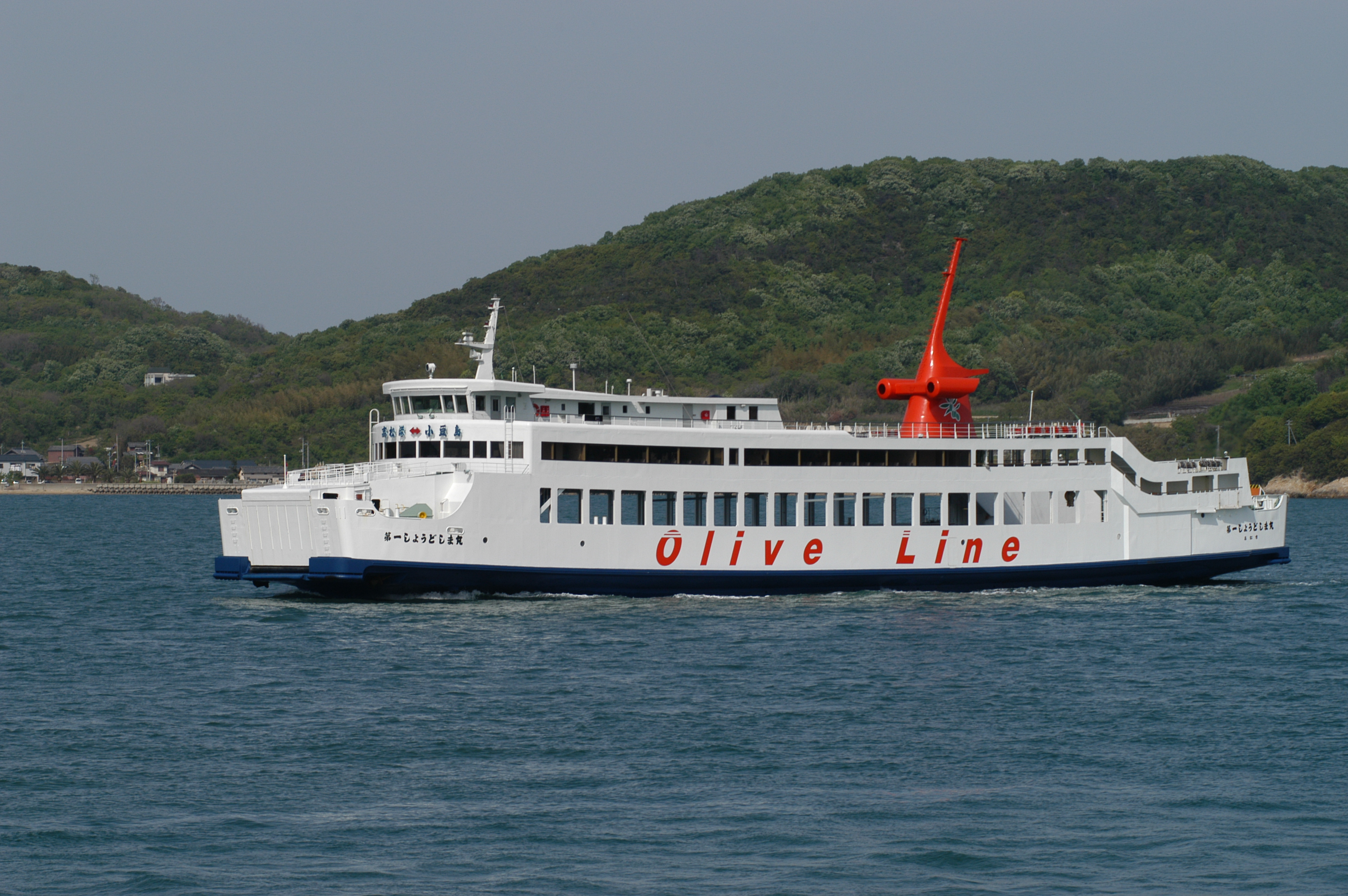
第一しょうどしま丸（3代）- 土庄沖

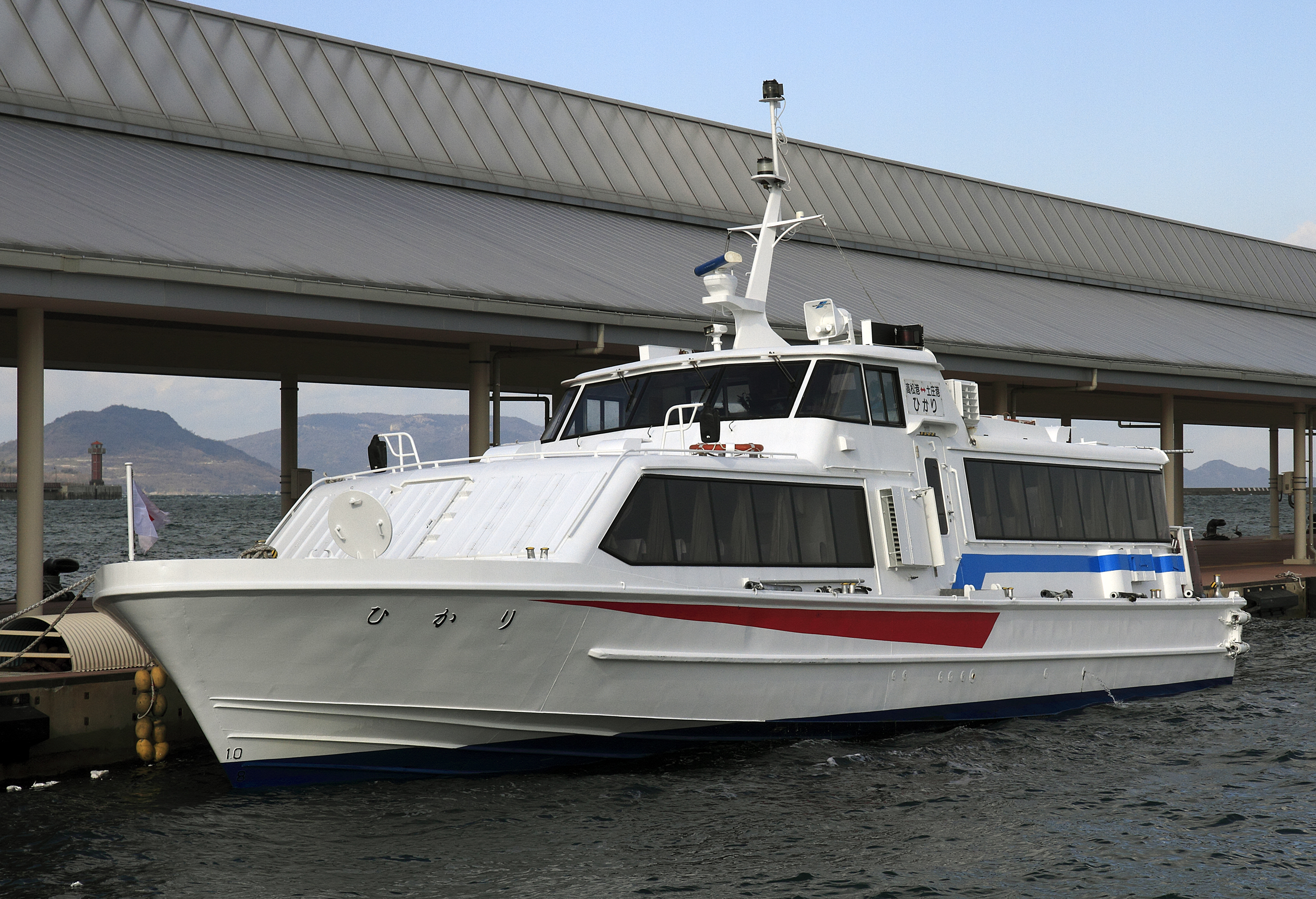
ひかり - 高松港（2012年）

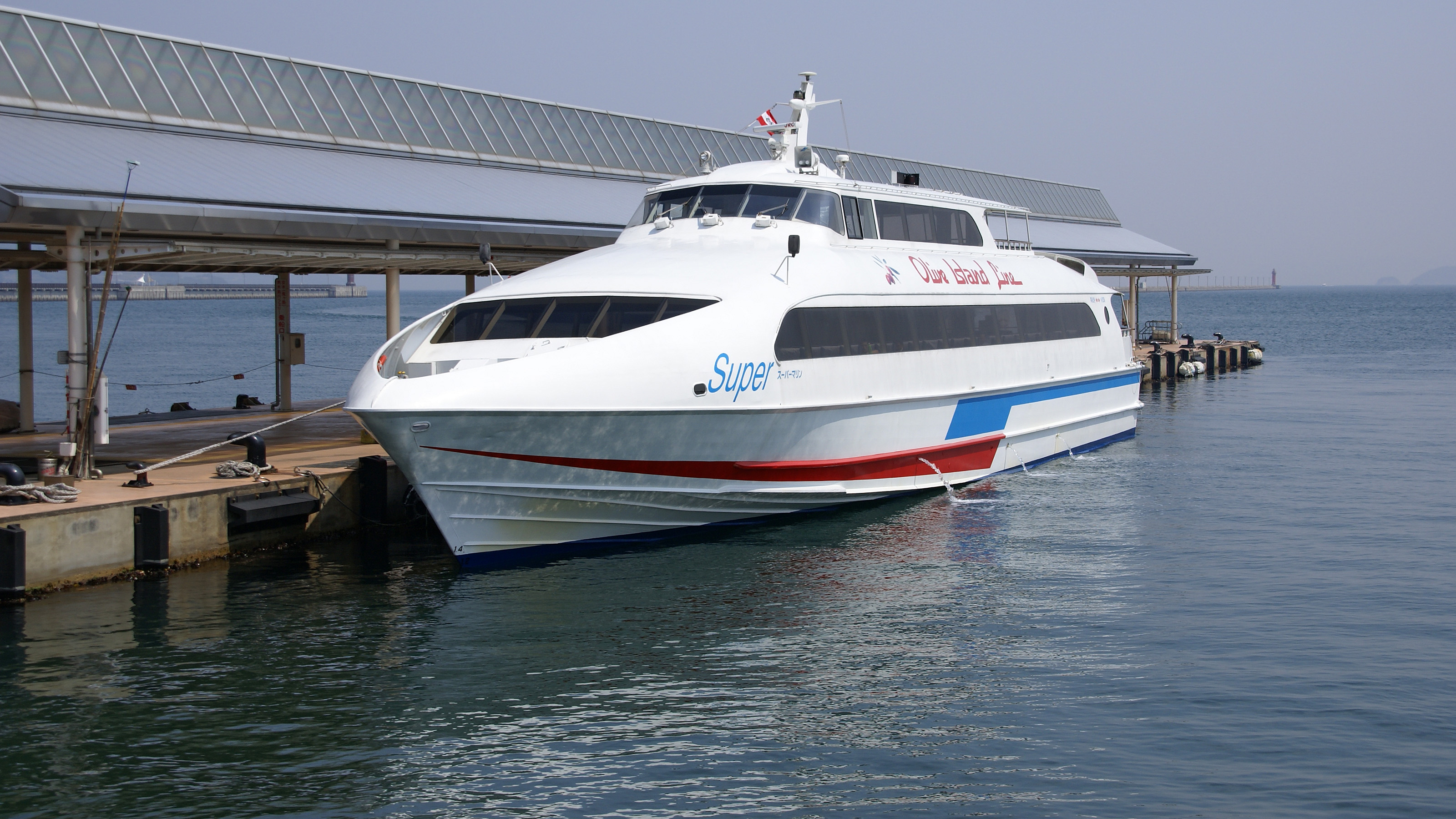
接岸中の特急スーパーマリン（二代目）（高松港）

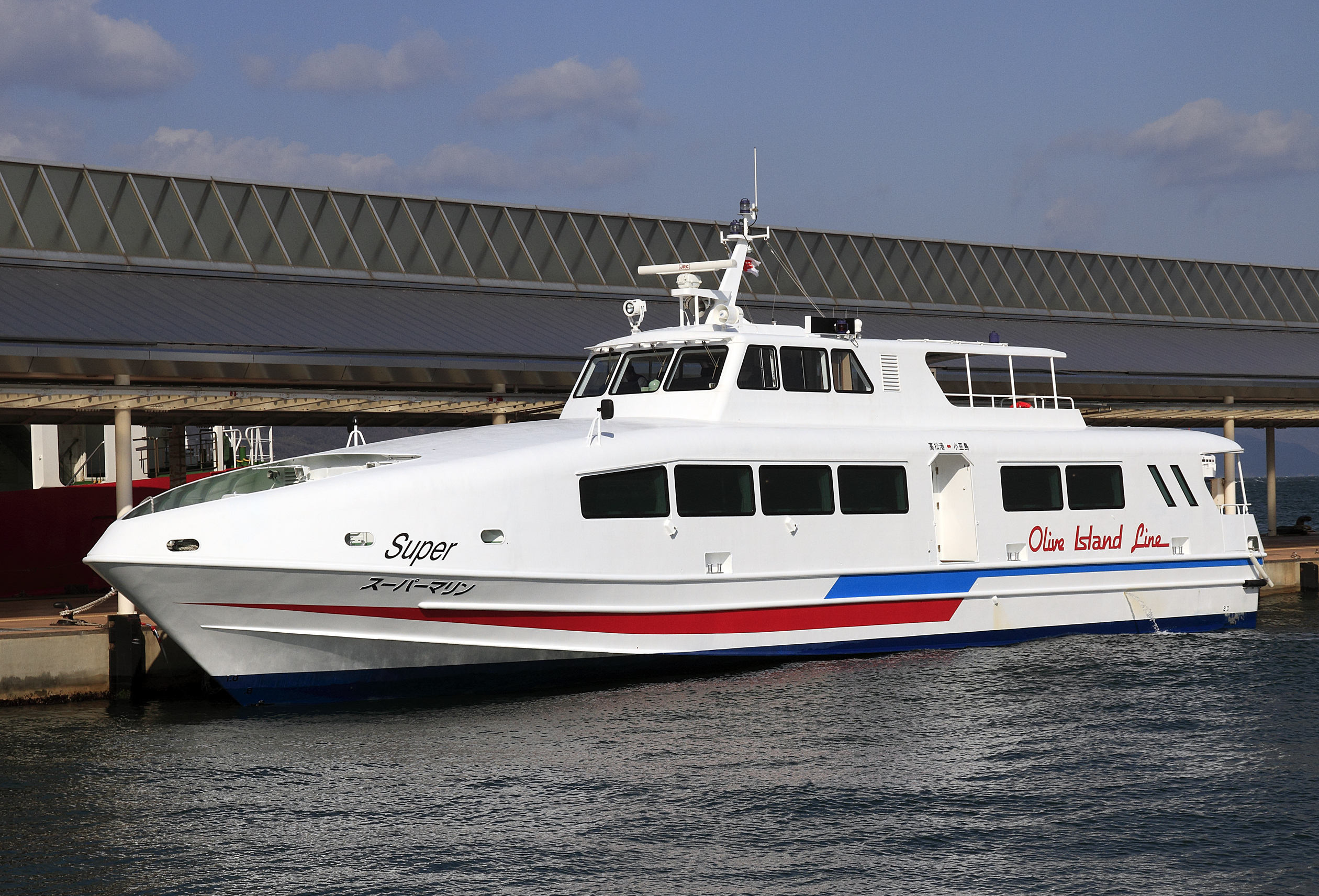
スーパーマリン - 高松港（2012年）

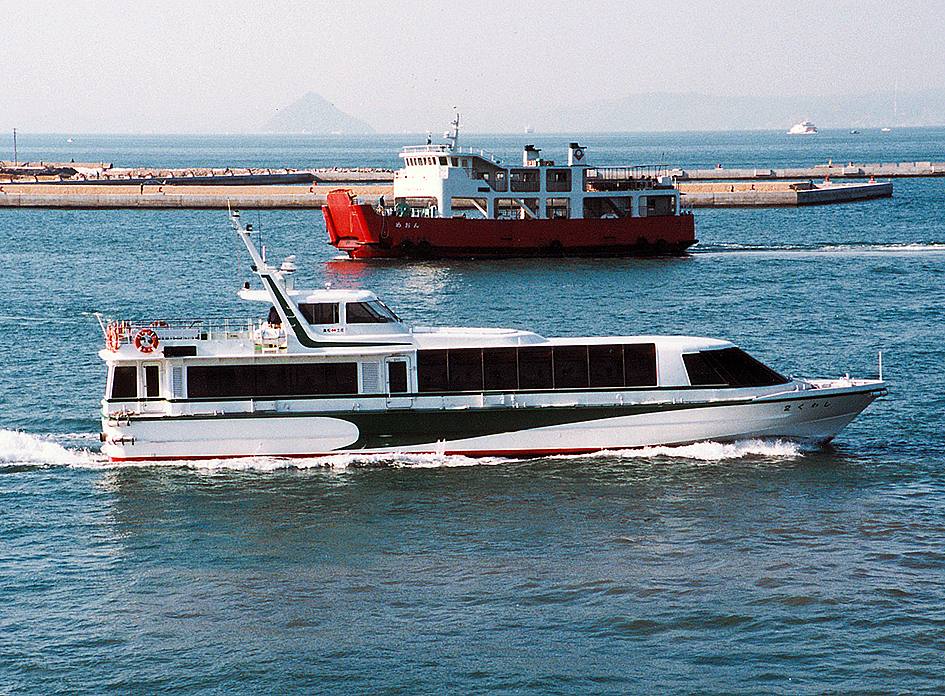
関西急行フェリー「しわく2」（高松港）

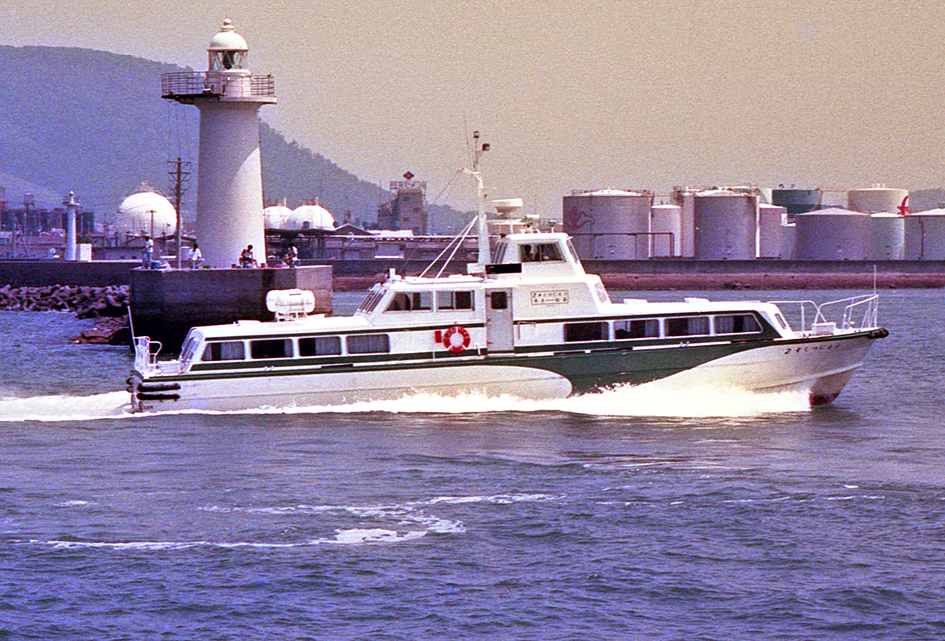
「ふぇにっくす2」（高松港）

#### フェリー
- 神戸丸 (四国フェリー・初代)
1970年10月竣工・就航。2927.57総トン、全長91.40m、幅19.20m、主機関出力8000馬力、航海速力18.7ノット、最高速力20.04ノット。単胴船。
旅客定員637名。車両積載数：乗用車60台、トラック（8t換算）。四国ドック建造。
「ニュージャンボフェリー」に就航。1等特別室が比較的多く設けられていた[要出典]。1981年、「第一神戸丸」に改名。1982年、大韓民国（韓国）に売却。

- 神戸丸 (四国フェリー・2代)
1982年4月竣工、同年5月就航。3269.71総トン、全長115.81m、幅19.80m、主機関出力8200馬力、航海速力18.5ノット、最高速力20.33ノット。単胴船。
旅客定員670名。車両積載数：乗用車59台、トラック（8t換算）60台。讃岐造船鉄工所建造。
「ニュージャンボフェリー」に就航。1等特別室が比較的多く設けられていたほか、1等室専用の浴室が設けられていた[要出典]。1991年、「第一神戸丸」に改名。同年、韓国に売却。ニュージャンボフェリーでの就航時に近い状態のまま就航していたが、2000年にインドネシアに売船され、兵員輸送船に改造され使用された[48]。

- 神戸丸 (四国フェリー・3代)
1991年9月26日竣工、同年10月14日就航。3,717総トン、全長110.50m、幅23.00m、主機：マキタ 8L35MC×2 8090kW、航海速力19.5ノット、最高速力22.41ノット。単胴船。
旅客定員470名。車両積載数：乗用車50台、トラック（8t換算）60台。讃岐造船鉄工所建造。
「ニュージャンボフェリー」に就航。1等特別室が比較的多く設けられていたほか、カラオケボックスが設けられていた[要出典]。船体には青いラインに赤のSマークが塗装されていた。また、ファンネルは同社の特徴的なデザインではなく一般的なデザインであった。
1998年の航路廃止にともない係船後の2000年、ジャンボフェリー「りつりん2」火災事故によるドック入りの代船（のち、臨時便用）として加藤汽船に移籍し就航。2003年4月より予備船となったが同航路が加藤汽船から新会社（ジャンボフェリー）に移管された同年10月に引退[要出典]。2004年、韓国に売却され、船名を変更のうえ2019年まで鹿洞 - 済州島の航路などに就航していた[要出典]。

- 第五しょうどしま丸（2代目）
1988年12月9日、高松 - 宇野航路の「第八十一玉高丸」（初代）として竣工。828総トン、全長68.26m、幅14.30m、深さ3.69m、主機：マキタ GNLH-630M×2 1912kW、航海速力13.5ノット、最高速力14.58ノット。
旅客定員480名。車両積載数：トラック（8t換算）。讃岐造船鉄工所建造。
1997年11月：第八しょうどしま丸に改名（岡山⇔土庄航路／旅客定員300名→480名）
2000年1月：津国汽船へ貸船（高松⇔宇野航路／698総トン→816総トン）
2004年2月：第八十玉高丸に改名
2009年7月：第五しょうどしま丸に改名（岡山⇔土庄航路）
2012年3月：インドネシアの会社に売却され「MASAGENA」と改称。インドネシアへ回航中に屋久島沖の太平洋上で高波を受けて機関室が浸水し自力航行不能となった[49]が、沈没の可能性は低いもよう[50]。

- 第一しょうどしま丸（3代目） - フェリー
2000年9月25日竣工、同日就航、999総トン、旅客定員490名。
全長68.26m、幅14.3m、深さ3.69m、主機：ニイガタ 6M30BFT×2 2646kW、航海速力13.5ノット、最高速力15.6ノット。
車両積載数：トラック（8t換算）20台。讃岐造船鉄工所建造。
高松⇔宇野航路に就航。
2017年3月10日の新造船しょうどしま丸就航により、高松⇔小豆島（土庄）航路での運航を終了。
2017年3月13日の第八十五玉高丸の引退により、高松⇔宇野航路に就航。
宇野航路に転じたのちも側面に「Olive Line」「オリーブしまちゃん」が残され土庄航路時代そのままの外観であったが、2017年11月に改装、玉高丸を彷彿させる「四国フェリー」のロゴと「うどん県マーク」が描かれた。ただし赤いダミーファンネルの側面は玉高丸にあった四国フェリーのSFマークではなく依然としてオリーブのイラストが描かれたままである。そして、2019年12月16日の宇高航路休止後しばらくは第七、第二の代船として高松〜土庄航路を運航したり、新岡山〜土庄航路の代船も一日だけ務めた。それを最後に一線から退く。現在はタイに売船され「SEATRAN FERRY 14」となっている。

- 第八おりいぶ丸
1994年6月竣工、同年7月就航、2000年改装。998総トン、全長61.26m、幅14.40m、深さ4.09m、主機：ダイハツ 6DKM28×2 2942kW、航海速力15.5ノット、最高速力17.1ノット。
旅客定員492名。車両積載数：乗用車60台、トラック（8t換算）20台。藤原造船所建造。
姫路⇔小豆島（福田）航路、高松⇔宇野航路に就航したのち、「あずき丸」引退に伴い2015年3月より小豆島航路の予備船であったが、宇高航路の「第一しょうどしま丸」就航以降、四国フェリーグループの全航路の予備船となった。（2019年3月13日 - 18日の6日間、国際フェリー「第三十二こくさい丸」故障に伴い池田高松間に配船）2020年4月に引退、タイに売船され「SEATRAN FERRY 12」として回航中の2020年10月23日に台湾海峡で沈没[51]。

- おりいぶ丸 - フェリー
1997年6月竣工、同年7月就航、2000年改装。988総トン、全長65.03m、幅14.40m、深さ3.79m、主機：ダイハツ 6DKM26×2 2648kW、航海速力14.5ノット、最高速力16.7ノット。
旅客定員492名。車両積載数：乗用車60台、トラック（8t換算）20台。藤原造船所建造。
新岡山港⇔小豆島（土庄）航路に就航（2000年10月まで高松⇔小豆島（土庄）航路、のち2012年3月15日まで姫路⇔小豆島航路）。2020年3月の「第七しょうどしま丸」新岡山航路転属により四国フェリーグループの一線を退き予備船となる。尚、高松航路には新造船「第一しょうどしま丸」が就航した。本船は、特別な理由がない限り営業航海をしない体制をとっていた。新岡山航路を共同運航している国際両備フェリーと四国フェリーグループを含め、運航船舶の不足時に代打として運航した。四国フェリーグループ内の定期ドック期間は「第七しょうどしま丸」が高松⇔土庄航路を運航し、その間は国際両備フェリーの「おりんぴあどりーむ」が運航に入るなど極力「おりいぶ丸」を運航させない体制をとっていた。
2023年4月に引退、タイに売船され「SEATRAN FERRY 15」となっている。

- あずき丸
1990年12月竣工、1991年1月21日就航、2000年改装。965総トン、全長57.51m、幅14.70m、深さ3.99m、主機：ニイガタ 6MG28HX×2 2942kW、航海速力15.5ノット、最高速力17.1ノット。
旅客定員492名。車両積載数：乗用車60台。藤原造船所建造。
2001年10月8日まで高松⇔小豆島（土庄）航路、2015年2月まで小豆島航路の予備船。2010年6月12日の宇高連絡船メモリアルクルーズにも起用された[52]。船内にエレベーターを搭載。
2015年4月 フィリピンのサンタクララシッピング会社へ売船。
現在はMV Jack Danielとなっている

- 玉高丸（第八十五玉高丸・第八十七玉高丸） - フェリー
○第八十五玉高丸 1990年10月21日竣工、同年10月就航、2001年6月改装（698総トン→819総トン）・2004年9月改装（770総トン→852総トン）、最高速力14.41ノット。
2017年3月13日引退 A-3となり フィリピンへ
○第八十七玉高丸 1992年9月12日竣工、同月15日就航、2001年9月改装（699総トン→853総トン）、最高速力14.31ノット。
2017年3月31日引退 A-5となりフィリピンへ
（以下、共通の諸元）全長68.26m、幅14.30m、深さ3.69m、主機：マキタ GNLH-630M×2 1912kW、航海速力13.5ノット。
旅客定員300名。車両積載数：トラック（8t換算）22台。讃岐造船鉄工所建造。
高松⇔宇野航路に就航。

#### 高速船
- ひかり、ひかり2号
  - ひかり（初代）
1975年2月18日竣工、3月5日就航。70.91総トン、全長21.50m、幅4.80m、深さ2.30m、主機：カミンズ×2 917kW、旅客定員90名、最高速力28.0ノット。三保造船所建造。
1984年：ヤンマー社開発の高速ディーゼル1,000psの1・2号機に換装（最高速力28→36ノット）
1985年11月26日：ひかり2号と改名。
1985年12月28日 - 1986年1月7日：日本国有鉄道四国総局宇高船舶部へ賃貸。
1986年2月5日：中国へ売却。
  - ひかり（2代目）
1985年11月29日竣工、12月3日就航。59総トン、全長24.31m、幅5.00m、深さ2.50m、主機：ヤンマー×2 1471kW、旅客定員90名、最高速力35.57ノット。三保造船所建造。
1991年3月5日：ほうらい汽船へ売却。
  - ひかり（3代目）
1994年9月竣工、第十二かもめ（今治高速船）→第十二西日光（三原観光汽船）→ひかり。38総トン、全長21.0m、全幅4.7m、深さ2.0m、主機：GM 12V-71TA×2 1250ps、航海速力25ノット、最高速力29.0ノット。旅客定員98名。三保造船所建造。
2008年12月16日[53] - 2015年10月3日：高松⇔小豆島（土庄）航路に就航。
2015年10月4日：新オリーブマリン就航により予備船となる。以降は小豆島 - 直島・犬島臨時航路に就航。
2016年1月1日：小豆島豊島フェリーに移籍、宇野港 - 豊島（家浦港） - 豊島（唐櫃港） - 小豆島（土庄港）航路に就航[54]。

- オリーブマリン（初代）
19総トン、旅客定員72名、最高速力27ノット。2010年高速艇の予備船として購入。
小豆島 - 直島・犬島臨時航路に就航。
まりんあすか として豊島フェリーで高松⇔豊島（家浦）航路に就航していた[55]。
2015年9月：土生商船へ売船。

- しわく1、しわく2
関西急行フェリー（当時）が瀬戸大橋開業時に丸亀⇔与島⇔下津井航路の高速艇として就航。同航路から撤退後は高松 - 土庄航路に就航した。
70.00総トン、全長27.00m、幅5.20m、深さ2.40m、主機：GM 16V-92T1×2 1471kW。瀬戸内クラフト建造。
  - しわく1 1988年2月竣工、最高速力32.88ノット。
  - しわく2 1988年4月竣工、最高速力33.37ノット。

- ふえにつくす・おりいぶ
関西急行フェリー（当時）が高松⇔土庄航路航路高速艇として就航。
全長26.40m、幅5.20m、主機：GM 16V-92TI×2 1417kW。瀬戸内クラフト建造。
  - ふえにつくす 1986年7月竣工、68.00総トン、深さ2.45m、最高速力31.67ノット。

美咲フェリーの新上五島⇔佐世保航路に就航していた。
  - おりいぶ 1987年7月竣工、67.00総トン、深さ2.40m、最高速力34.29ノット。

- ふぇにっくす1・ふぇにっくす2
小豆島急行フェリー（当時）が高松⇔土庄航路航路高速艇として就航。
  - ふぇにっくす1
1975年竣工。74総トン、全長22m、幅4.60m、深さ2.30m、旅客定員80名、最高速力23.2ノット。鈴木造船建造。

- スーパーマリン
いずれも高松⇔土庄航路に就航。
3代目、4代目以外は特急スーパーマリン
  - スーパーマリン（初代）
1989年3月31日竣工、4月就航。118総トン、全長29.19m、幅6.40m、深さ2.80m、主機：ヤンマー 16LAK-ST1×2 2206kW、最高速力32.5ノット。三保造船所建造。
1993年9月：旅客定員を100名→162名に変更。
1996年2月：スーパーマリン1に改名。
1996年7月：フィリピンへ売却。
  - スーパーマリン（2代目）
1996年6月20日竣工、7月就航。161総トン、全長33.99m、幅6.70m、深さ2.95m、主機：MTU 16V396TB83×2 2900kW、旅客定員152名、航海速力30ノット、最高速力35.0ノット。三保造船所建造。
2011年10月売却。
  - スーパーマリン1
2000年7月28日竣工、8月就航。171総トン、全長34.00m、幅6.70m、深さ2.96m、主機：MTU 16V396TB83×2 2900kW、旅客定員148名、最高速力33.3ノット。讃岐造船鉄工所建造。
2010年に売却。
  - スーパーマリン2
2003年1月6日竣工、同日就航。181総トン、全長34.15m、幅6.79m、深さ2.88m、主機：MTU 16V396TB83×2 2900kW、旅客定員188名、最高速力33.02ノット。瀬戸内クラフト建造。
2008年の減便時に売却。
  - スーパーマリン（3代目）
2011年9月29日竣工、同10月5日就航。95総トン、全長29.50m、幅5.80m、深さ2.30m、主機：小松製作所 12M140 AP-2×2 2420ps、航海速力27ノット、最高速力30.51ノット[56]。
旅客定員140名。瀬戸内クラフト建造[57]。
2017年10月1日終航。
- オリーブマリン（2代目） - 高速船
2015年9月30日竣工、同10月4日就航。57総トン。
ツネイシクラフト&ファシリティーズ建造。
高松⇔小豆島（土庄）航路に就航していたが、3代目の就航に伴い予備船となる。
2代目、3代目とも正式な船名は「オリーブマリン」であり、同一船名の異なる船が同じ会社に在籍している珍しい例だった。スーパーマリンがドックの時はオリーブマリン2隻で運航していた。
2023年08月14日ガボンに売船されKONAKRY EXPRESS 1になっている。

## 乗場への交通
- 高松港  - 四国旅客鉄道（JR四国）高松駅から北東へ、ことでん高松築港駅から北へ徒歩5分。かつて宇野航路と小豆島航路では乗場が離れていたが、2016年4月1日からは同じ場所になっている。
- 宇野港 - 西日本旅客鉄道（JR西日本）宇野駅から徒歩5分。または、岡山駅東口バスターミナル(2番乗り場)や天満屋バスステーション(9番乗り場)などから両備バス「玉野渋川特急」に乗車し、「宇野港(直島)」バス停下車。各停の場合、上山坂・宇野駅行、上山坂・玉野市民病院入口行、宇野駅・渋川行(荘内・渋川行は宇野駅を通らないため注意)、玉野市役所行などに乗車し、「宇野駅」バス停下車徒歩約4分。
- 土庄港（小豆島） - 土庄町市街から約1km。同港前は小豆島オリーブバスのバスセンターとなっており、ここから島内各方面へ連絡する。なお、フェリーは土庄港フェリーターミナル終点、高速船は一つ手前の平和の群像前で下車。
- 姫路港（飾磨港区・姫路港旅客船ターミナル） - 姫路駅北口から神姫バス 姫路・姫路港線（94系統）姫路港行き（所要20分程度、20 - 30分毎）に乗車し終点下車。
- 福田港（小豆島） - 国道436号もしくは香川県道26号土庄福田線で土庄から50分。土庄港から小豆島オリーブバス福田港（終点）下車。バスは北回り（大部経由）と南回り（池田港・草壁港経由）があるが、北回りのほうが所要時間は短い（運賃は同じ）。
- 新岡山港 - 岡山駅バスターミナルから岡電バス 9A,91,92系統[58] 新岡山港行きに乗車し終点下車。

## 高速道路割引施策に伴う影響
高松・宇野航路については、2010年2月12日、同航路を運航する四国フェリーと国道フェリーの両社がそろって、高速道路の大幅割引のため経営が成り立たない事を理由に、同年3月26日最終便をもって航路の運航を終了することを発表した。この決定に先立ち、両社での事業統合も模索したが交渉が決裂していた。
同航路に従事する従業員は船員65人を含めた97名で、同社によると、航路撤退による人員削減は避けられずグループ内で雇用できるのは一部にとどまるとした。
しかし、同年3月4日、国道フェリーが国土交通省四国運輸局に申請していた航路廃止届を取り下げたのに引き続き、その後を追うようにして、四国フェリーもまた廃止届を取り下げたことから、宇高航路は2社体制のままで当面の間運航されることとなった。
その後、2012年8月24日に国道フェリーが同年10月18日から休止することを四国運輸局に届け出をおこない（既に同社は同年6月から終夜運航を廃止し減便していた）、届け出通りに運航を休止した。これにより宇高航路については当面現状のまま運航を継続することを表明している四国フェリー1社のみとなった。なお、これに先立ち10月1日から運賃を改定した。一般旅客は390円から670円と71%の値上げ、自転車・二輪車・軽自動車・乗用車も数百円の値上げとなる。
2014年6月19日、同年4月から実施された高速道路料金の改定でトラックの利用が大幅に減ったことなどを理由に、同年7月16日から深夜・早朝便を廃止して22往復から14往復に減便すると発表し、国土交通省四国運輸局に運輸計画の変更を申請した。新ダイヤでは高松・宇野発ともに7:00始発、最終便が20:00となり、これにより、高松・宇野航路で行われていた24時間運航は約50年で取りやめとなった。
2015年1月29日に開催された第9回「宇野高松間地域交通連絡協議会」で、四国フェリーは、高速道路料金改定の影響が「想定以上」で前年7月の減便後も月2千万円程度の経常赤字が続いているとした。協議会終了後、四国フェリー社長は、このままではさらなる減便も検討せざるを得なくなるとの見解を示すとともに、2月1日から普通車と軽自動車限定で船内の駐車スペースを事前予約可能とするサービスを開始すると表明した。
2015年3月1日からは14往復から10往復に減便し、2016年12月には、2017年4月1日から5往復に減便することが明らかとなった。これを受けて香川県・岡山県・高松市・玉野市は2015年から実施している航路への財政支援を2017年度以降年3000万円から1500万円に減額することを決めた。
2019年5月の報道では、1隻体制への減便後も2017年度は年間5000万円の赤字を計上し、燃料費が高騰した2018年度は約1億円程度の赤字が見込まれるとしている。また、「宇野高松間地域交通連絡協議会」は2016年12月以降開催されていないとも報じられた。

## 社歌「われら四国フェリー」
- 入出港時の案内放送前後に、混声合唱の社歌が挿入される。この社歌は4番まであり、歌われている航路は1番が廃止されたニュージャンボフェリー（神戸丸）、2番が小豆島航路（しょうどしま丸）、3番が廃止された宇高航路（玉高丸)である（4番は会社そのもの）。作詞・作曲は当時の玉高丸の船長だった尾坂金吾[68]。関西急行フェリーが運航していた福田航路は、歌詞に出てこず、以前はメロディーだけ流れていたが、現在はこの航路で入出港時に社歌はかからない。

## テレビCM
「四国フェリーグループ」として主に岡山放送で流している。宇高航路でのライバルであった宇高国道フェリーが株主となっている瀬戸内海放送では放映されない。